# Carlo Mondini

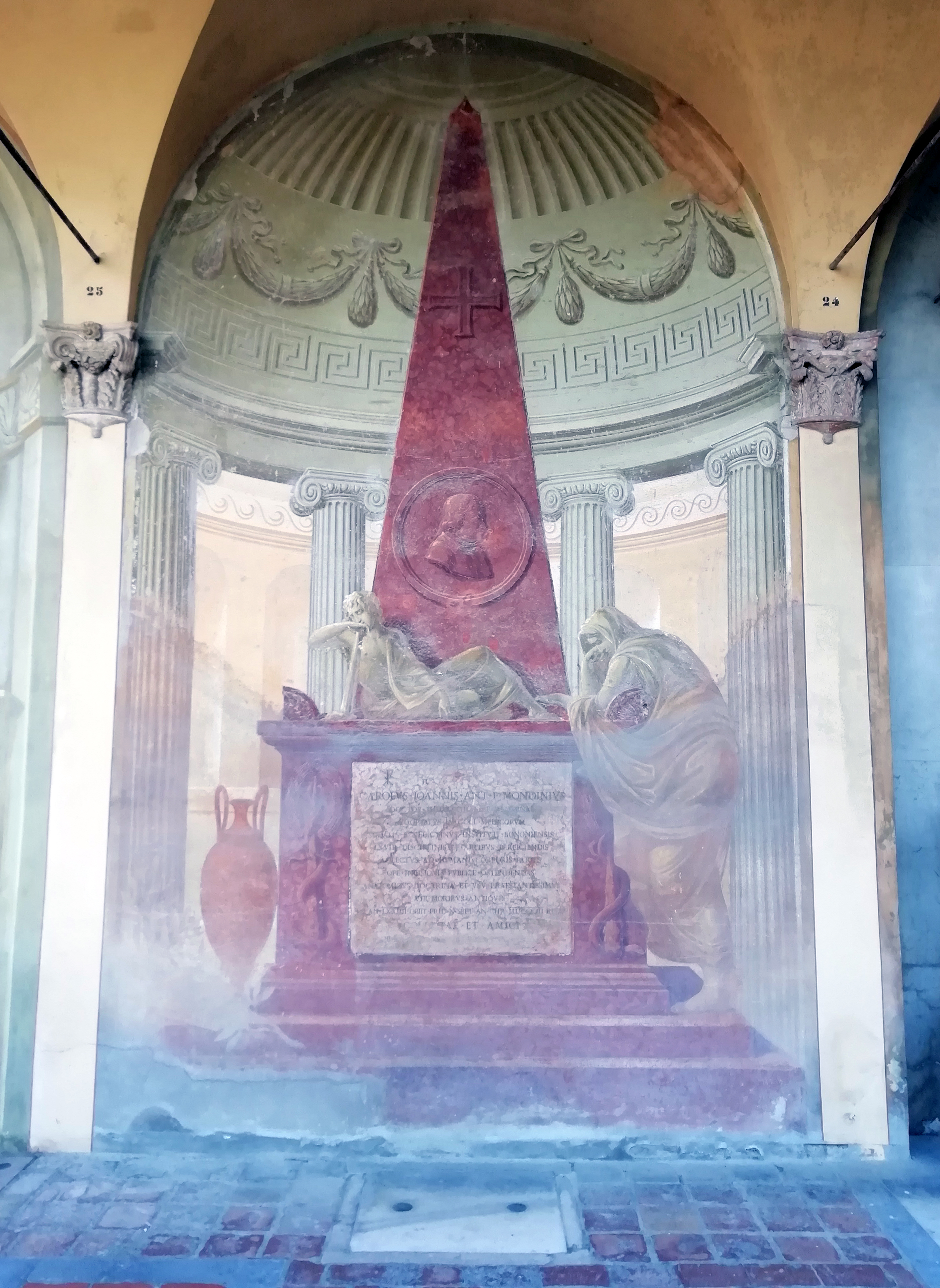
Monumento a Carlo Mondini nella Certosa di Bologna.

Carlo Mondini (Bologna, 5 novembre 1729 – Bologna, 4 settembre 1803) è stato un medico e anatomista italiano.

## Biografia
Carlo Mondini è nato a Bologna il 5 novembre 1729, da Barbara Zambonini (?-1767) e Giovanni Antonio Mondini, professore di logica, medicina, anatomia e chirurgia tra il 1708 e il 1738.
Si è laureato in filosofia e medicina nel 1757 presso l'Università di Bologna. Nello stesso ateneo ha retto inizialmente l'insegnamento di medicina pratica (1773), è stato incaricato delle dissezioni anatomiche (1777) e infine, come titolare, succedendo a Luigi Galvani, ha avuto la cattedra di anatomia (1782), più tardi denominata anatomia umana e clinica chirurgica, che ha mantenuto sino alla morte.
Nei suoi trattati, sulla scorta delle dissezioni effettuate, si è occupato soprattutto della pigmentazione dell'occhio e delle malformazioni dell'orecchio, con particolare riferimento alla morfogenesi della coclea, per la quale sono entrate nell'uso corrente, nella terminologia medico-scientifica, la malformazione di Mondini e la displasia di Mondini.
È stato anche fra i primi ad aver individuato e descritto le ovaie nell'anguilla, per altro in contrapposizione con Lazzaro Spallanzani, che ha criticato gli esiti delle ricerche di Mondini nel III volume (cap. III: Se le anguille siano ovipere) dei Viaggi alle due Sicilie. Ha anche contribuito a dare particolare impulso alla modellazione delle cere anatomiche.
Ha avuto dodici figli, fra cui Francesco, che ha proseguito i suoi studi anatomici.
Carlo Mondini è sepolto nell'arco 24 del Chiostro Terzo del cimitero monumentale della Certosa di Bologna; il monumento è una pittura murale a tempera del 1803 circa, opera di Petronio Rizzi (quadratura) e di Bartolomeo Vagliani (figure), con epigrafe di Filippo Schiassi.
Sempre in Certosa una lapide è dedicata a sua madre, nel Corridoio di accesso al Chiostro del 1500, corridoio che ospita varie lapidi provenienti dalle chiese cittadine soppresse nel 1796.

## Fondo speciale Giovanni Antonio, Francesco e Carlo Mondini
Il "Fondo speciale Giovanni Antonio, Francesco e Carlo Mondini" è conservato nella Biblioteca dell'Archiginnasio.